# مبنى البحث العلمي الجديد

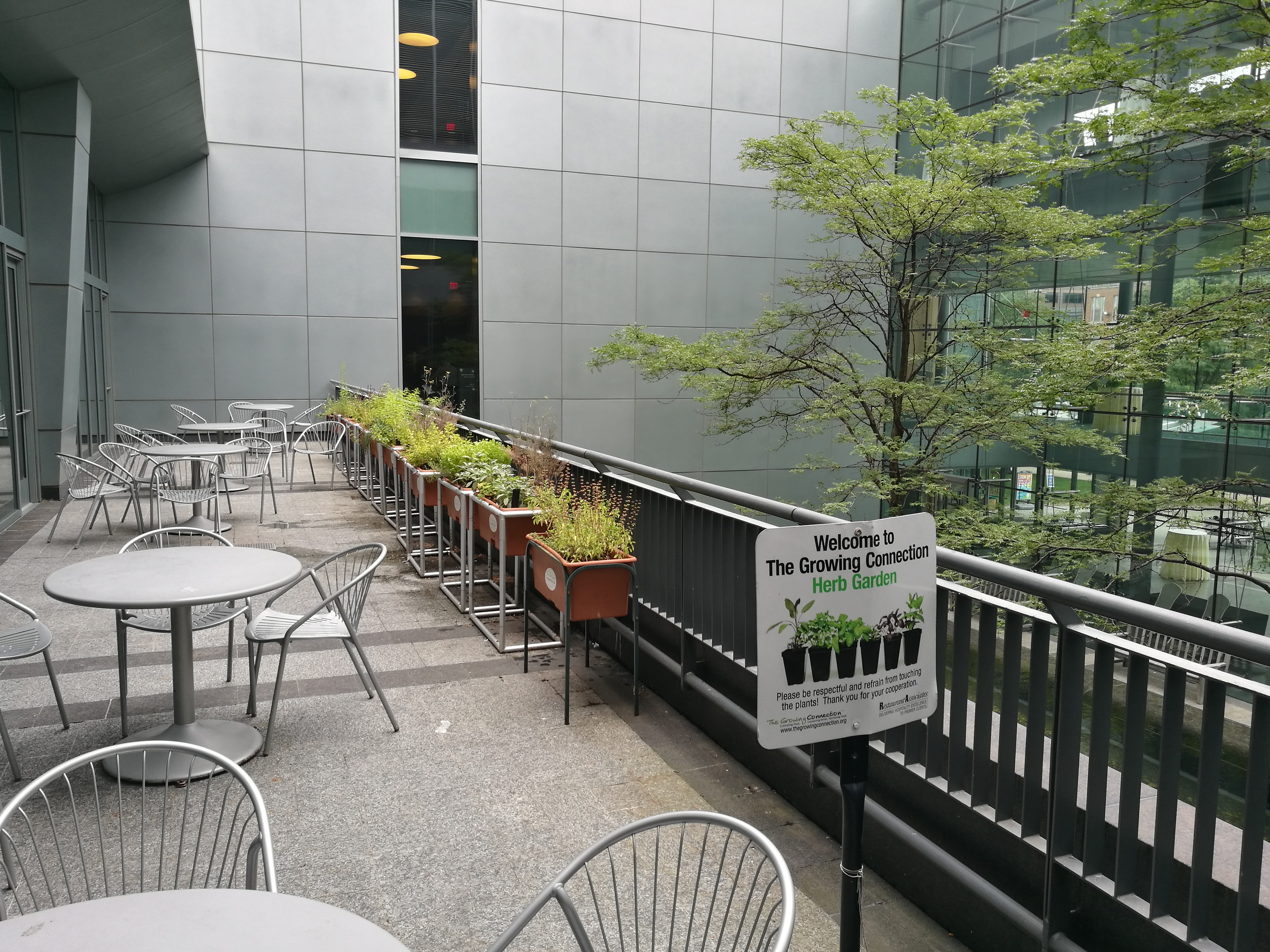

«مبنى البحث العلمي الجديد» - اختصاره NRB - هو أكبر مبنى أنشأته جامعة هارفارد على الإطلاق، وقد تم تخصيصه لهذا الغرض في الرابع والعشرين من سبتمبر لعام 2003 من جانب رئيس جامعة هارفارد حينها لورنس هنري سامرز وجوزيف مارتن عميد كلية الطب بها.
والمبنى عبارة عن منشأة مدمجة للبحث العلمي في مجال الطب الحيوي، ويقبع في 77 شارع لويس باستور (Louis Pasyeur) بمدينة بوسطن الواقعة في ولاية ماساتشوستس ضمن منطقة «لونجوود الطبية» (The Longwood Medical Area)، وتبلغ مساحته525,000 قدم مربع (48,800 م2) . وقد بلغت تكلفة بناء المبنى 260 مليون دولار أمريكي، ويضم أكثر من ثمانمائة باحث علمي، معظمهم من طلاب الدراسات العليا ومساعدي المعامل والموظفين.
ويعد المبنى أكبر توسع شهدته كلية الطب بجامعة هارفارد في المائة عام الماضية. ويضم قسم علم الوراثة بالكلية، بجانب العديد من المراكز والمعاهد الأخرى. كما يستقبل العديد من الاجتماعات، إذ يضم قاعة اجتماعات تكفي لخمسمائة فرد.
ويتبع المهندسون المعماريون الذين تولوا عملية إنشاء هذا المبنى لشركة «أركيتيكشورال ريسورسيز كامبريدج» (شركة كامبريدج للموارد المعمارية ARC)، وهي الشركة التي يتركز نشاطها في منطقة بوسطن/كامبريدج، وسبق لها إنشاء مبانٍ للبحث العملي ومنشآت تعليمية أخرى.